# Sligo
Sligo (em irlandês Sligeach) é uma cidade da República da Irlanda e sede do Condado com o mesmo nome. Situa-se na costa oeste é a segunda maior cidade na província de Connacht (após Galway).
Entre 1847 e 1851 mais de 30 mil de seus habitantes emigraram, a maior parte para os Estados Unidos, através de seu porto.

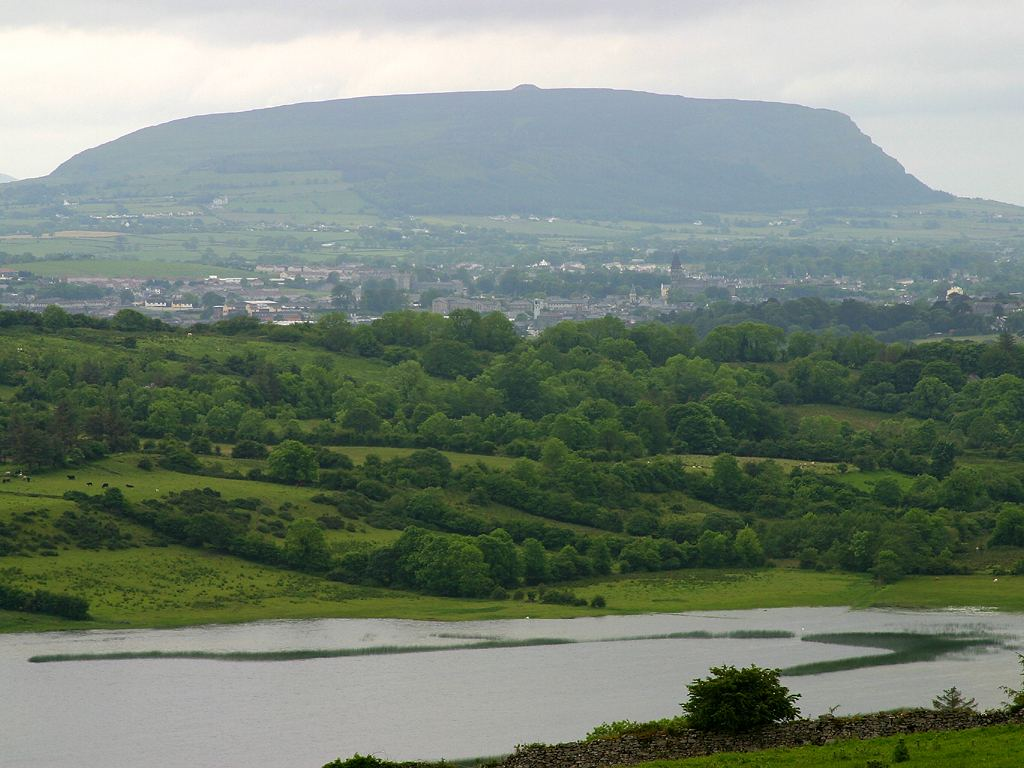
Sligo.Visão panorâmica.